# Syzygium buettnerianum
Syzygium buettnerianum là một loài thực vật có hoa trong Họ Đào kim nương. Loài này được (K.Schum.) Nied. miêu tả khoa học đầu tiên năm 1893.